# Mercedes-Benz Classe CLS (Type 219)
La Mercedes-Benz Classe CLS Type 219 est une routière luxueuse fabriquée par Mercedes-Benz de 2004 à 2010. Elle fut restylée en 2008. La 219 est la première génération de la Classe CLS.  Elle est basée sur la plate-forme de la Classe E (Type 211). Elle est située entre les routières Classe E et les berlines luxueuses Classe S.
Selon Mercedes-Benz, la CLS lançait le principe de Coupé 4 portes, ce qui constitue davantage un argument commercial qu'une vérité. En effet, la CLS, bien que basse de ligne, demeure incontestablement une berline.
Les vitres latérales basses et les phares, qui ont une forme différente par rapport à la Type 211, sont typiques de la C 219. Le modèle a été officiellement lancé au Salon de l'automobile de Francfort 2003 sous le nom de Vision CLS. En raison du haut niveau d'intérêt, la C 219 était déjà en vente à partir d'octobre 2004. 
La dernière C 219 a été construite le 26 juillet 2010. Depuis le lancement sur le marché en octobre 2004, plus de 170 000 véhicules ont été produits et livrés.

## Historique
La CLS C219 est basée sur le concept Vision CLS qui a été dévoilé au Salon international de l'automobile de Francfort en 2003. La conception combinait la ligne de toit d'un coupé sur un châssis quatre portes, créant donc une ligne fastback. La CLS s'équipait de nouvelles technologies telles que des feux directionnels, un système de freinage électrohydraulique (Sensotronic Brake Control), une transmission automatique à sept rapports (7G-Tronic) et un moteur turbo-diesel de 197 kW (265 ch) et 620 Nm de couple.
La C 219 est équipée de série d'une sellerie tissu/cuir, d'éléments de garnissage en bois précieux, de jantes en alliage léger et d'une "ouverture été" (ouverture des vitres latérales et du toit ouvrant et activation de la ventilation du siège conducteur par télécommande). Différents types de cuir, un système DVD/TV, des phares au xénon, un régulateur de vitesse adaptatif, une suspension pneumatique (de série sur les modèles à moteurs huit cylindres) et un démarrage sans clé sont également disponibles en option. Aucun des modèles CLS n'est homologué d'usine pour tracter une remorque (cependant, un crochet d'attelage de la Type 211 peut être installé et inscrit dans les papiers via une approbation individuelle de l'Association de Supervision Technique; l'électronique embarquée peut être déverrouillée en conséquence pour l'intégration).
Les brevets de conception ont été déposés le 24 juillet 2002. La version de production fut présentée au Salon international de l'auto de New York en 2004.
- Octobre 2004 : lancement de la C219.
- 2008 : lancement de la Phase II : Entre autres choses, une nouvelle calandre, un tablier avant avec une calandre de style diamant, des phares LED, des sorties d'échappement ovales modifiées, de nouveaux rétroviseurs extérieurs et de nouvelles jantes ont été utilisés. L'intérieur a un nouveau volant, la nouvelle génération de télématique et un tableau de bord modifié. De plus, un nouveau moteur d'entrée de gamme a été utilisé, situé sous la 320 CDI. C'était le M 272 E 30 connu des autres modèles 280. Il délivrait 170 kW (231 ch).
- 26 juillet 2010 : fin de la production et commercialisation[6].

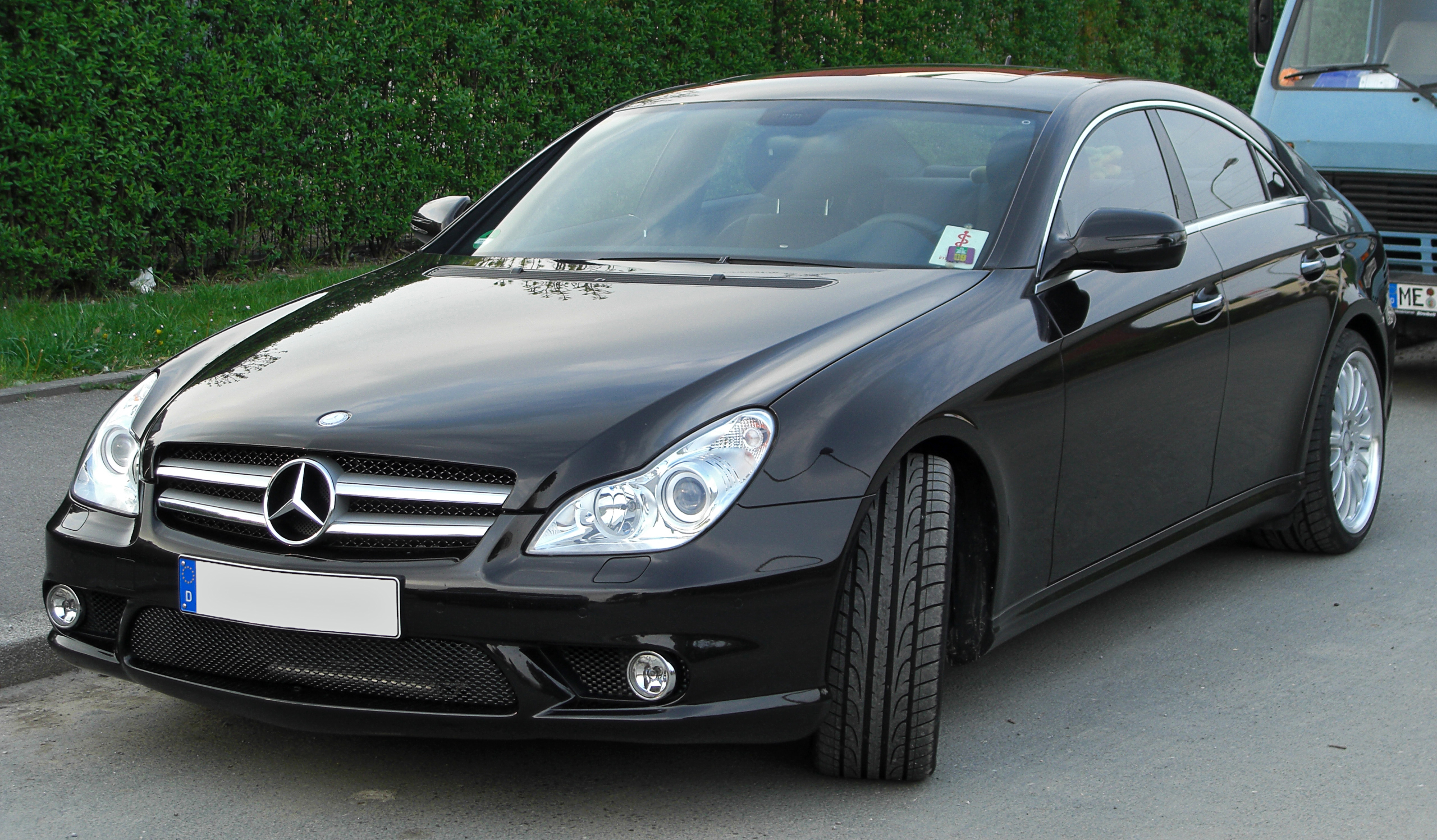
Mercedes-Benz CLS (2008–2010)
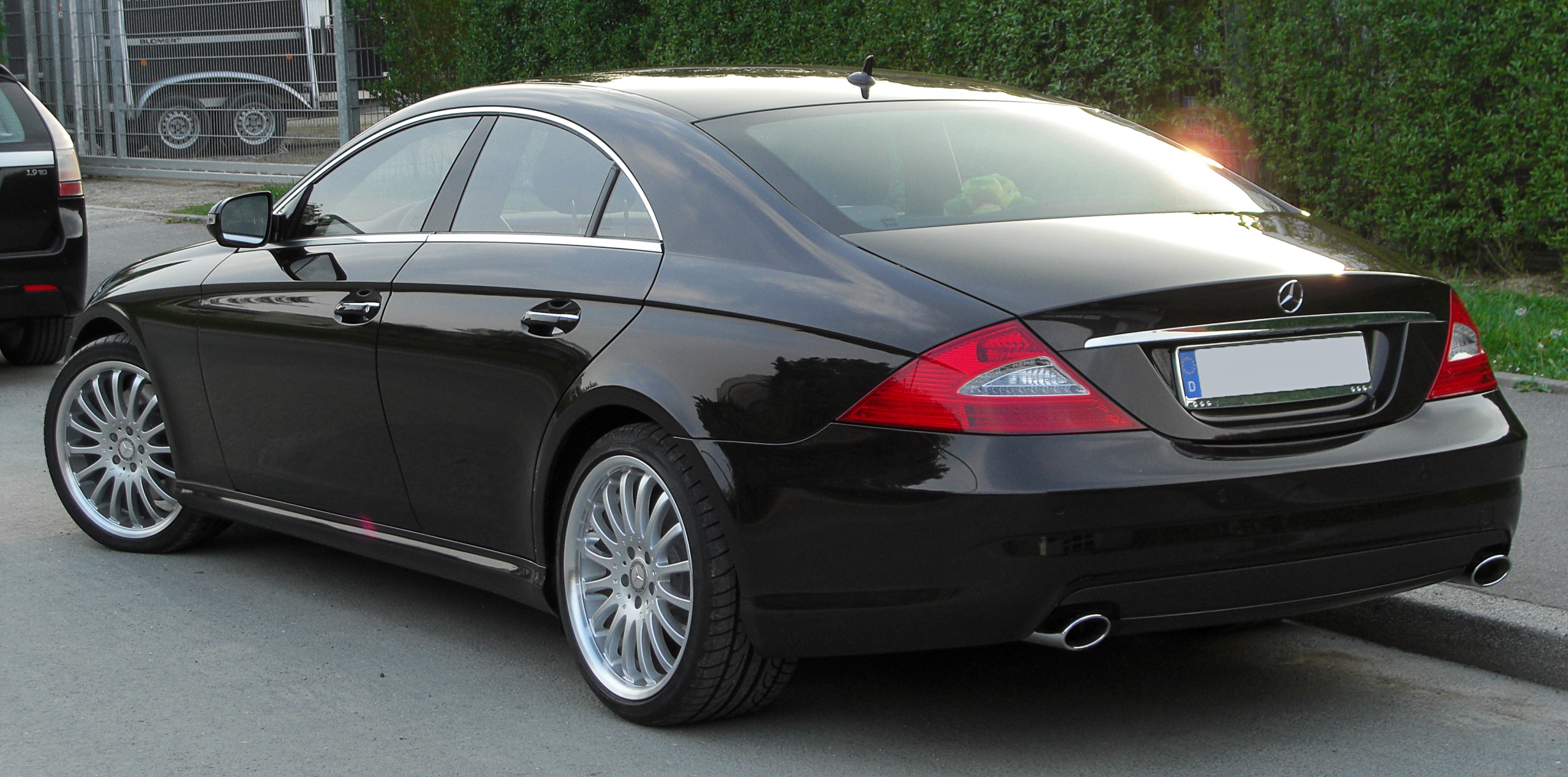
Vue arrière
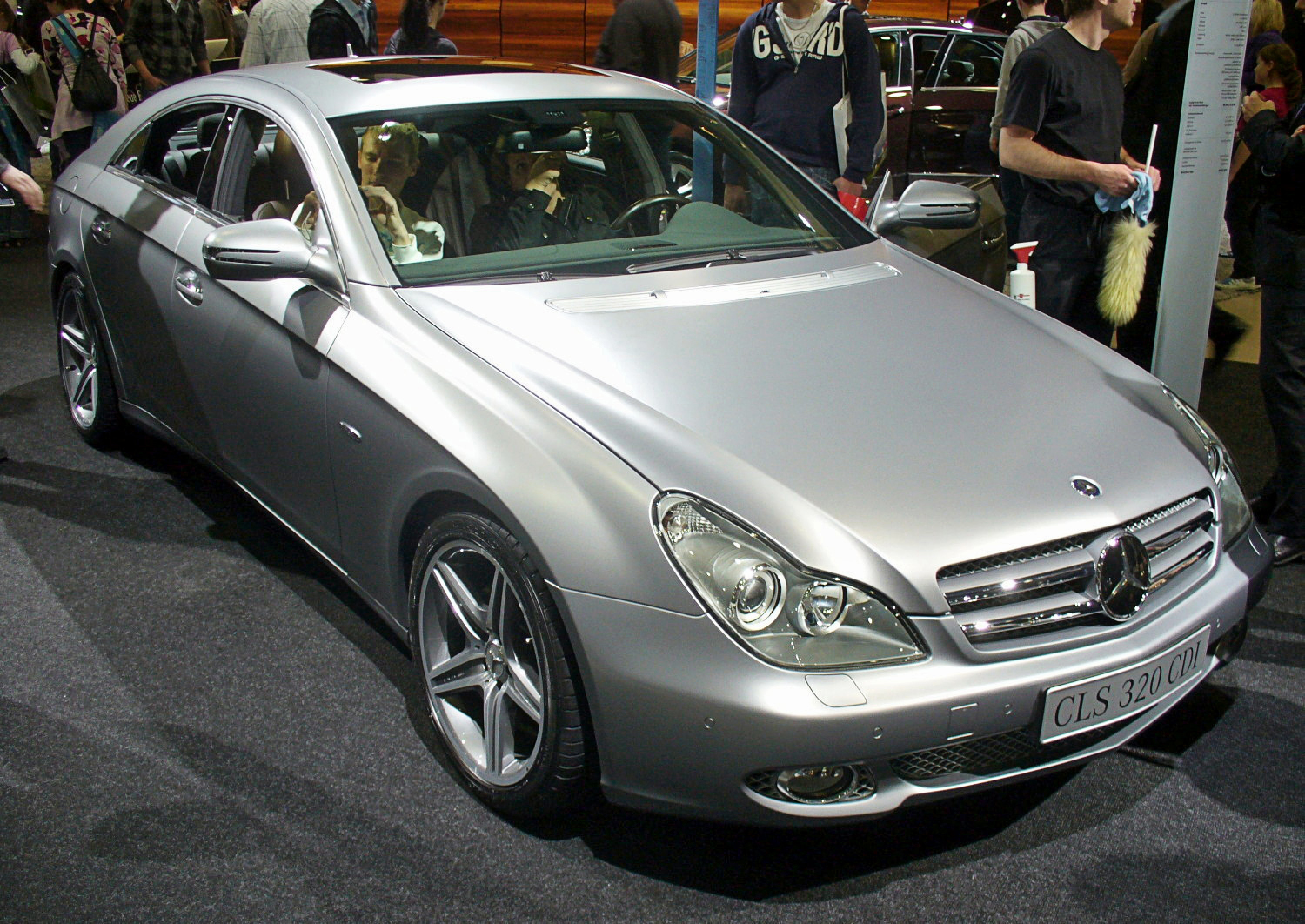
Mercedes-Benz CLS Grand Edition (2009–2010)

Avant la CLS Type 219
En 2003, Mercedes-Benz créa la Vision CLS.
Succession
La Type 219 sera remplacée en 2010 par la Type 218 afin de faire face à une nouvelle concurrence : les Audi A7 et BMW Série 6 Gran Coupé. Une version Shooting-Brake sera également créée pour l'occasion.

### Phase I
Produite de 2004 à 2008.

### Phase II
Produite de 2008 à 2010, les changements extérieurs incluent des pare-chocs et des rétroviseurs redessinés, des feux arrière à LED, une calandre redessinée avec deux lamelles, de nouvelles jantes alliage, des sorties d'échappement de forme plus carrée.
Les changements intérieurs incluent l'introduction du nouveau système multimédia COMAND APS NTG 2.5, les autres systèmes ont désormais un écran couleur de 5,0 pouces, un nouveau volant à trois branches restylé.
Le modèle CLS63 AMG est désormais livré avec une calandre noire, des jantes en alliage de 19 pouces, un système d'échappement sport AMG et un nouveau volant AMG
Le modèle CLS280 est également ajouté à la gamme.

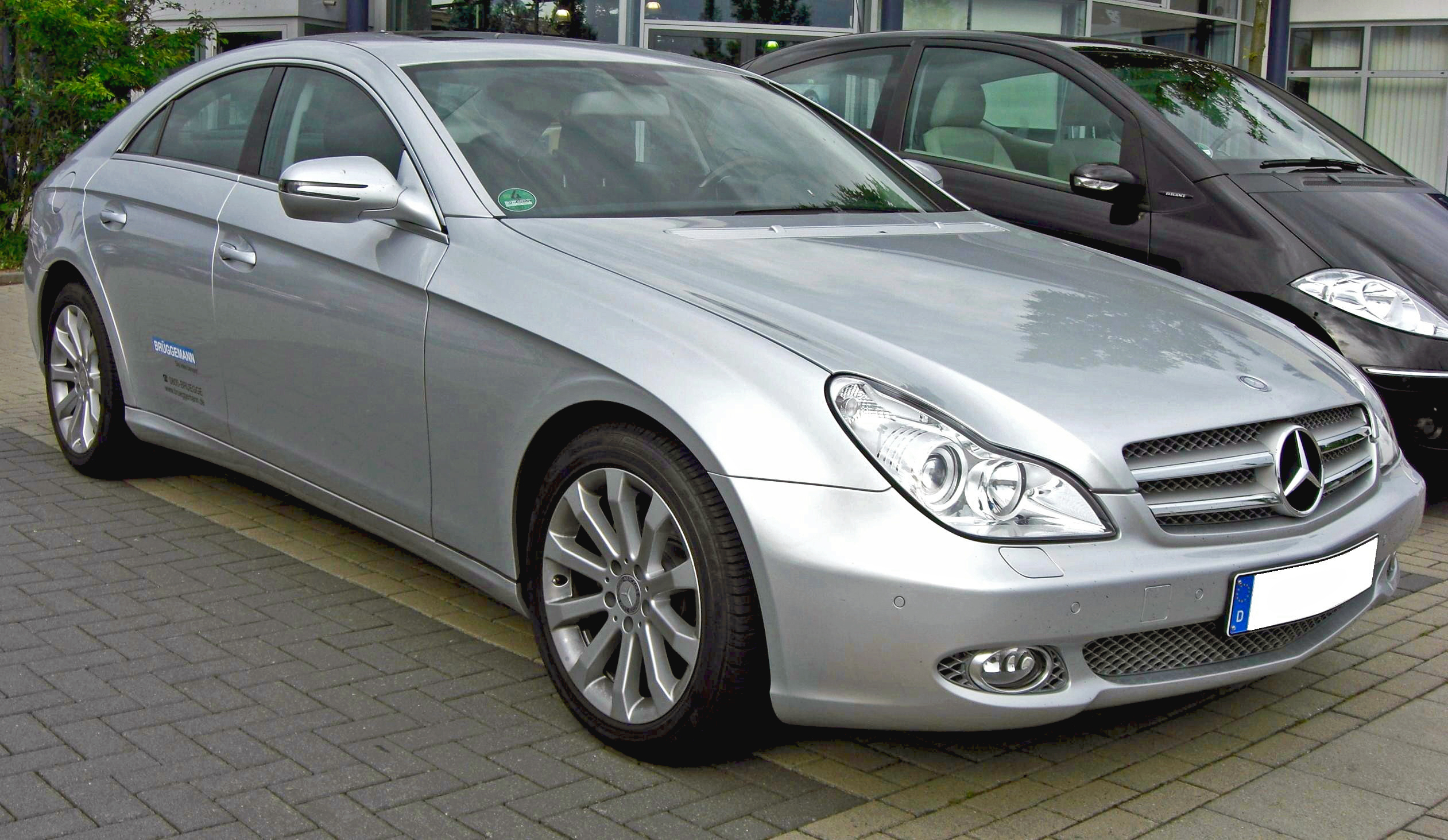
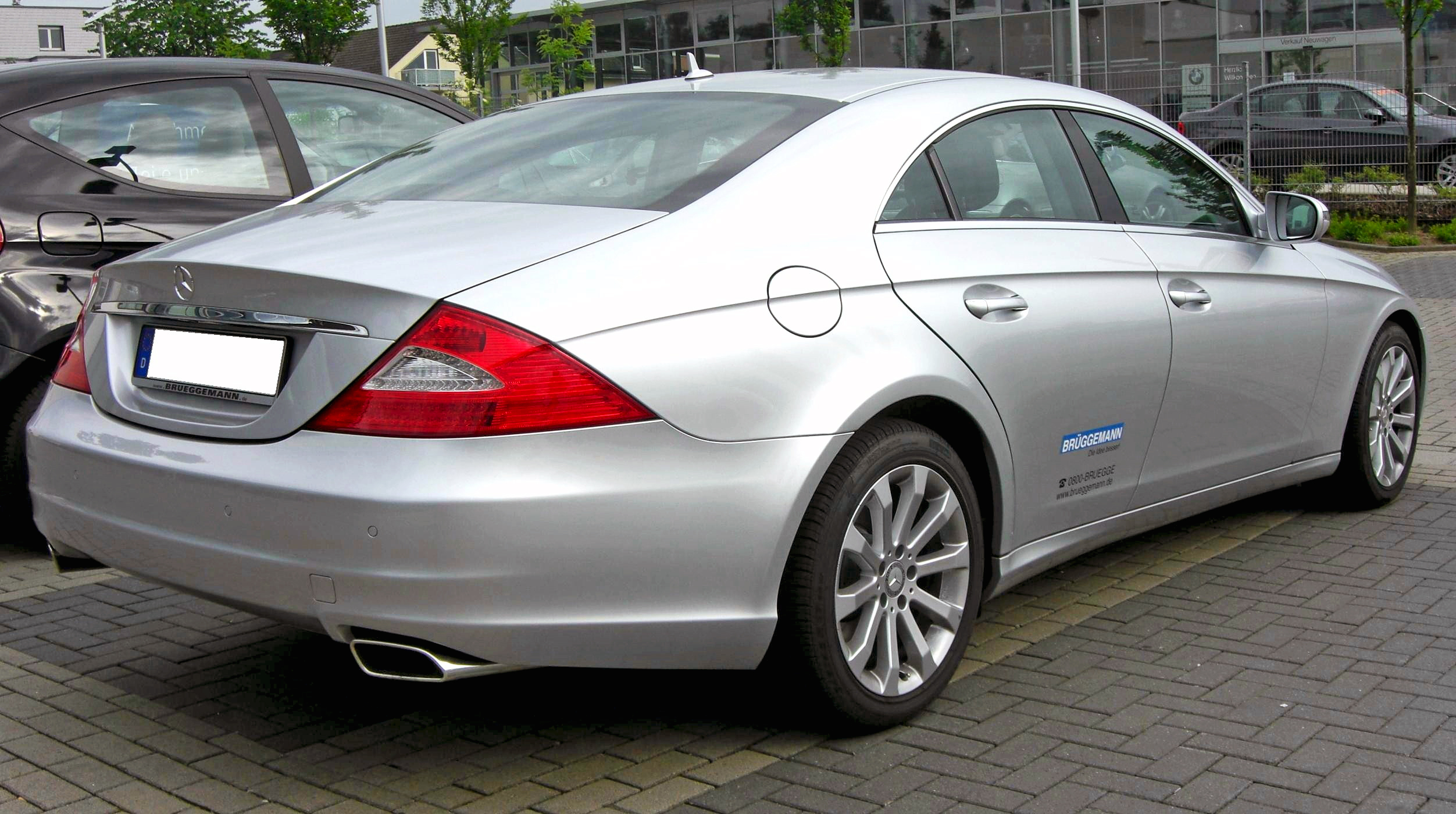

## Les différentes versions

### Modèles de base
CLS 280 ; CLS 300 ; CLS 320 ;  CLS 350 ; CLS 500
- Voir : Motorisations.

### Version spécifiques
AMG
Le V8 5,5 litres AMG (équipé d'un compresseur) a été remplacé par un bloc atmosphérique M156 de 6,2 litres dont la puissance est passée de 476 à 514 ch.

## Caractéristiques

### Motorisations
L'offre en diesel, qui constitue une bonne partie des ventes sur le marché européen, est assurée par le V6 320 CDI, apparu en 2004 et développant 224 ch. Sur certains marchés d'Europe et notamment la France, il assure à lui seul l'essentiel des ventes de la CLS. S'agissant de la CLS 350, l'inauguration de l'injection directe d'essence a permis de gagner 20 ch, portant la puissance à 292 ch. L'appellation est devenue CLS 350 CGI.
Le V8 de la CLS 500 a été remplacé par un bloc plus moderne et plus sobre malgré une augmentation de puissance conséquente (+ 82 ch, + 500 cm3), passée de 306 ch à 388 ch.
| Modèle                            | Construction   | Moteur + Nom                 | Cylindrée         | Performance                   | Couple                     | 0 à 100 km/h | Vitesse maxi | Consommation + CO2     |
| --------------------------------- | -------------- | ---------------------------- | ----------------- | ----------------------------- | -------------------------- | ------------ | ------------ | ---------------------- |
| CLS 280 (boite automatique 7)     | 2008 - 2009    | 6 cylindres en V M 272 E 30  | 2 996 cm3 (3,0 L) | 170 kW (231 ch) à 6000 tr/min | 300 N m à 2500 tr/min      | 7,7 s        | 245 km/h     | 9,8 l/100 km ... g/km  |
| CLS 300 (boite automatique 7)     | 2009 - 07/2010 | 6 cylindres en V M 272 E 30  | 2 996 cm3 (3,0 L) | 170 kW (231 ch) à 6000 tr/min | 300 N m à 2500 tr/min      | 7,7 s        | 245 km/h     | 9,8 l/100 km 237 g/km  |
| CLS 350 (boite automatique 7)     | 10/2004 - 2006 | 6 cylindres en V M 272 E 35  | 3 498 cm3 (3,5 L) | 200 kW (272 ch) à 6000 tr/min | 350 N m à 2400-5000 tr/min | 6,7 s        | 250 km/h*    | 10,4 l/100 km .        |
| CLS 350 CGI (boite automatique 7) | 2006 - 07/2010 | 6 cylindres en V M 272 DE 35 | 3 498 cm3 (3,5 L) | 215 kW (292 ch) à 6400 tr/min | 365 N m à 3000-5100 tr/min | 6,7 s        | 250 km/h*    | 10,4 l/100 km 222 g/km |
| CLS 500 (boite automatique 7)     | 10/2004 - 2006 | 8 cylindres en V M 113 E 50  | 4 966 cm3 (5,0 L) | 225 kW (306 ch) à 5600 tr/min | 460 N m à 2700-4250 tr/min | 6,1 s        | 250 km/h*    | 11,6 l/100 km .        |
| CLS 500 (boite automatique 7)     | 2006 - 07/2010 | 8 cylindres en V M 273 E 55  | 5 461 cm3 (5,4 L) | 285 kW (388 ch) à 6000 tr/min | 530 N m à 2800-4800 tr/min | 5,4 s        | 250 km/h*    | 11,6 l/100 km 280 g/km |

* : limité électroniquement.
| Modèle                            | Construction   | Moteur + Nom                     | Cylindrée         | Performance                   | Couple                     | 0 à 100 km/h | Vitesse maxi | Consommation + CO2    |
| --------------------------------- | -------------- | -------------------------------- | ----------------- | ----------------------------- | -------------------------- | ------------ | ------------ | --------------------- |
| CLS 320 CDI (boite automatique 7) | 10/2004 - 2009 | 6 cylindres en V OM 642 DE 30 LA | 2 987 cm3 (3,0 L) | 165 kW (224 ch) à 3800 tr/min | 540 N m à 1600-2400 tr/min | 7,0 s        | 246 km/h     | 7,6 l/100 km 345 g/km |
| CLS 350 CDI (boite automatique 7) | 2009 - 07/2010 | 6 cylindres en V OM 642 DE 30 LA | 2 987 cm3 (3,0 L) | 165 kW (224 ch) à 3800 tr/min | 620 N m à 1600-2400 tr/min | 7,0 s        | 246 km/h     | 7,6 l/100 km .        |

### Mécanique
La version de production de la Classe CLS C219 était basée sur la plate-forme de la Classe E W211, et partage des composants majeurs, notamment les moteurs, les transmissions et un empattement identique de 2 854 mm. La voiture est 95 mm plus longue, 51 mm plus large et 27 mm plus basse en comparaison, et dispose, selon Mercedes, d'une configuration de suspension 30% plus rigide et d'une direction plus rapide.

### Équipements
L'équipement standard comprend des rétroviseurs électriques et chauffants, des essuie-glaces à détection de pluie et un système de climatisation automatique. La Classe CLS est livrée avec des airbags frontaux et latéraux et un système de capteurs intelligents connectés aux ceintures de sécurité et aux airbags qui peuvent détecter et réagir à un accident. Les options disponibles incluent des phares HID bi-xénon, un régulateur de vitesse adaptatif, le démarrage sans clé, la navigation GPS, une commande de freinage Sensotronic et suspension pneumatique AirMATIC pouvant être commandée depuis le conducteur et pouvant être relevée ou abaissée de 76 mm.

## Ventes
En 2005, la C 219 était l'une des berlines à moteur essence les plus stables de son segment. Les versions du préparateur maison AMG ne jouent qu'un rôle mineur quant au nombre d'unités vendues.
| Année | Ventes | Différence |
| ----- | ------ | ---------- |
| 2004  | 3 293  |            |
| 2005  | 7 877  | + 139,2 %  |
| 2006  | 5 712  | - 27,5 %   |
| 2007  | 4 533  | - 20,6 %   |
| 2008  | 4 008  | - 11,6 %   |
| 2009  | 1 819  | - 54,6 %   |
| 2010  | 1 282  | - 29,5 %   |
| Total | 28 524 |            |

| Année | Ventes | Différence |
| ----- | ------ | ---------- |
| 2005  | 14 835 |            |
| 2006  | 10 763 | - 27,4 %   |
| 2007  | 7 906  | - 26,5 %   |
| 2008  | 5 775  | - 27 %     |
| 2009  | 2 527  | - 56,2 %   |
| 2010  | 2 135  | - 15,5 %   |
| Total | 43 941 |            |